# Yvon Linant de Bellefonds
Pour les articles homonymes, voir Linant et Bellefonds (homonymie).
 (août 2013).
Si vous disposez d'ouvrages ou d'articles de référence ou si vous connaissez des sites web de qualité traitant du thème abordé ici, merci de compléter l'article en donnant les références utiles à sa vérifiabilité et en les liant à la section « Notes et références ».
 (juillet 2014).
Yvon Linant de Bellefonds (Le Caire, 27 août 1904 - Orléans, 29 décembre 1994) est un juriste et professeur de droit musulman.

## Biographie
Il a été professeur à l’École française de droit du Caire, puis directeur de recherche honoraire au CNRS. Ancien avocat général aux juridictions mixtes d'Égypte, Yvon Linant de Bellefonds est un spécialiste reconnu des questions de droit musulman et de droit international privé. Il est notamment l'auteur d'un célèbre[non neutre] Traité de droit musulman publié en trois tomes.

## Œuvres
- Traité de droit musulman comparé, Tome I, Théorie générale de l'acte juridique, Paris-La Haye, Mouton, 1965.
- Traité de droit musulman comparé, Tome II, Le mariage, la dissolution du mariage, Paris-La Haye, Mouton, 1965.
- Traité de droit musulman comparé, Tome III, Filiation, incapacités, libéralités entre vifs, Paris, Mouton, 1973.
- Des donations en droit musulman, Le Caire, Impr. de D. Photiadis, 1935.

## Articles
- « Le “khul‘” sans compensation en droit hanafite », Studia Islamica 31, 185-195.
- « La répudiation dans l’Islam d’aujourd’hui », Revue internationale de droit comparé, vol. 14, no 3,‎ juillet-septembre 1962, p. 521-548 (DOI 10.3406/ridc.1962.13419).
- « Le divorce pour préjudice en droit marocain », La Revue marocaine de droit, 1964, 10, p. 433-450.
- « Volonté interne et volonté déclarée en droit musulman », Revue internationale de Droit Comparé, 1958, 10, p. 510-521.
- « Immutabilité du droit musulman et réformes législatives en Égypte », Revue internationale de Droit Comparé, 1955, 7-1 5
- « La suppression des juridictions de statut personnel en Égypte », Revue internationale de Droit Comparé, 1956, 3, p. 412-425
- « Un problème de sociologie juridique : les terres "communes" en pays d'Islam », Studia Islamica, No. 10 (1959), p. 111-136
- « Le "Ḫulʾ" sans compensation en droit ḥanafite », Studia Islamica, 1970, p. 185-195.
- « Le code du statut personnel irakien du 30 décembre 1959 », Studia Islamica, No. 13 (1960), p. 79-135.
- « Le droit imâmite », Le shîʿisme imâmite : Colloque de Strasbourg, 6-9 mai 1968.
- « Les prétendues ambivalences du fiqh », dans Jean-Paul Charnay, Pierre Alexandre, Roger Arnaldez, Mahjoub Ben Milad et al., L'Ambivalence dans la culture arabe, Anthropos, 1967, p. 253-257.

## Préface
- Préface de l'ouvrage Législations du statut personnel des étrangers en Égypte Tome 1, Code civil français (textes français et arabes) contenant annotations et comparaisons entre les législations françaises, égyptiennes et musulmanes, Dr Hassan El-Achmouny, Mohamed Abd El Kerim, Le Caire, Éditions universitaires d'Égypte, 1950.

## Ouvrage sur les Linant de Bellefonds
- Ouvrage consacré à Maurice Linant de Bellefonds, descendant de Linant Pacha : (ar + fr) Yasser Omar Amine, La Mémoire oubliée de l’histoire du droit d’auteur égyptien : Les juristes M. Linant de Bellefonds, M. Pupikofer et E. Piola Caselli, Le Caire, Dar El Nahda El Arabia, 2014-2015, p. 53 à 299.